# 苫ケ島浦右衛門
苫ケ島 浦右衛門（とまがしま うらえもん、生年不明 - 1792年（寛政4年2月18日））は、阿波国（現：徳島県）出身の元大相撲力士。本名は島谷友吉。

## 生涯
板野郡松茂町で生まれた。初めは大坂相撲に入り、後に東京相撲へと転じた。1776年（安永5年）に幕内に入り、後に前頭筆頭に進んだ。徳島藩公に寵愛され、仙台の谷風に勝ち、名声をあげた。
1787年（天明7年11月）、引退。後に徳島藩主の蜂須賀治昭の命を受け、弟子を養成した。1792年（寛政4年2月18日）、死去。墓所は徳島県徳島市二軒屋町の焼香庵。